# アブド・アルカーディル

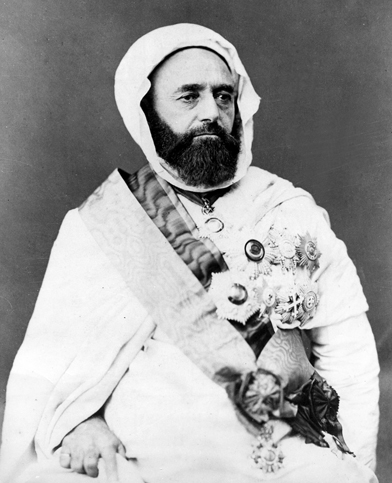
アブド・アルカーディル（写真）

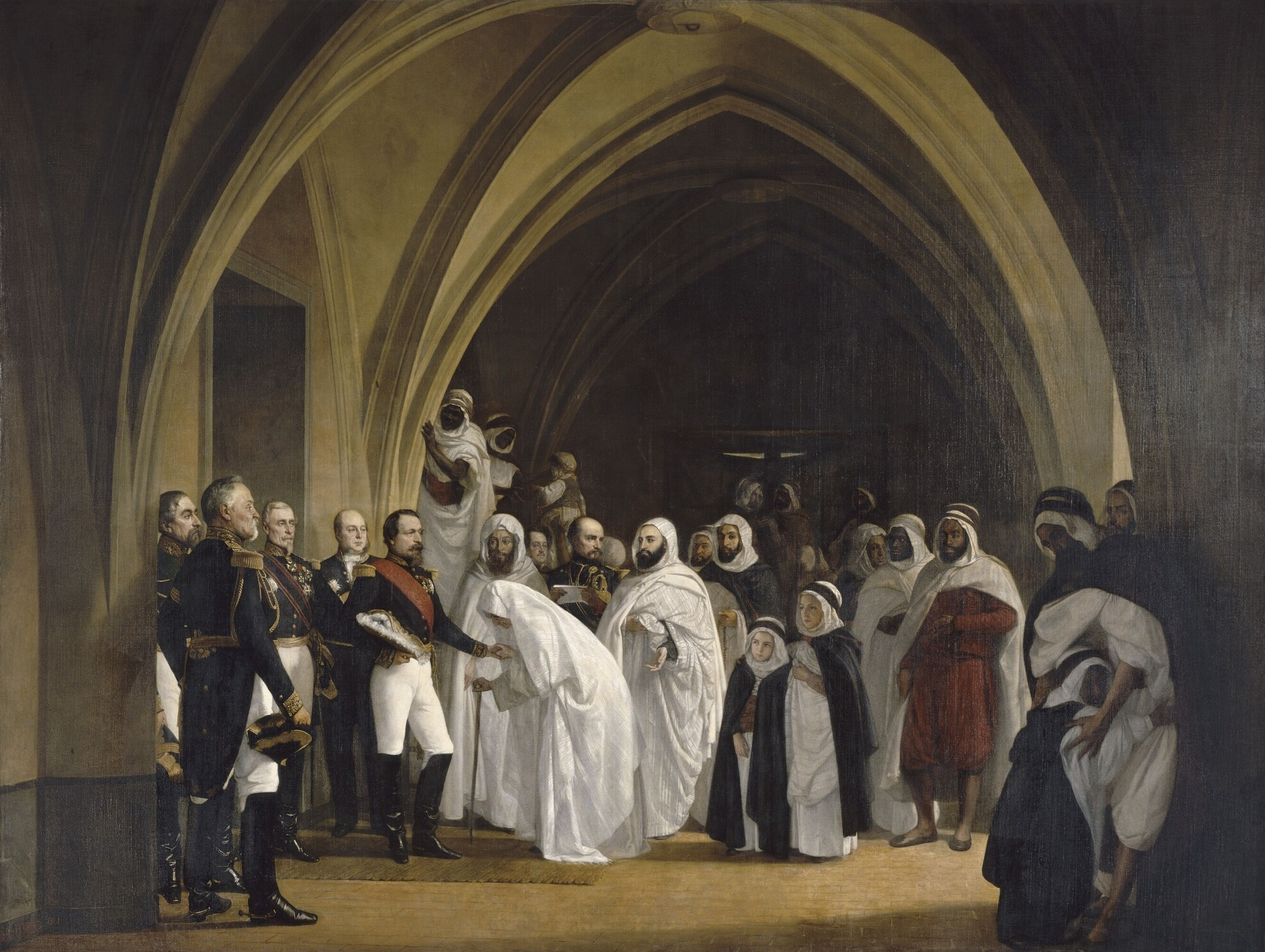
投獄されていたアブド・アルカーディルを引見するナポレオン3世

アブド・アルカーディル（1808年9月6日 - 1883年5月26日、عبدالقادر الجزائري）は、フランスによるアルジェリアの植民地化に抵抗した人物。アルジェリア民族運動の父とも評価される。アブデルカーデルと表記されることもある。

## 当時のアルジェリア政策
1830年にフランスがオスマン＝トルコ帝国からアルジェリアを獲得すると、フランス対岸にあるアルジェリアはイギリスにおけるインド同様の最重要地域となり、積極的に植民活動が繰り返されてきた。法的には地理的な要因からも植民地というよりも本国領土の延長として取り扱われて併合同然の扱いであり、土地の収奪、先住民の民族性の破壊、イスラム信仰の弾圧、徹底的搾取、あらゆる参政権の拒否が行われていた。また政権に対する反対者などのアルジェリア追放も頻繁に行われ、彼らはアルジェリアを活動の拠点としてより積極的に収奪に参加した。一切の権利を許されず、土地所有制度を破壊されて土地を買い叩かれるか収奪されるばかりのアルジェリアの諸民族は強く反発し、各地でゲリラ戦を含む抵抗活動が発生した。そのために最終的に100万人以上の植民を行いながらも、植民政策は予定通りに進まない状況に陥っていた。アルカーディルの闘争はこれらの時代背景に支えられていた。

## 生涯
1808年、アルジェリアのゲトナ村で生まれた。祖父・父親マフィ=エディンの代からのスーフィー教団の指導者であった。1830年よりフランスによるアルジェリア侵略が始まると、フランスに対するジハードを宣言し、16年間の長期にわたる抵抗を続けた。一時はアルジェリアの三分の二を制圧し、軍事・財政面での近代化も図られた。1847年に降伏すると、その後1852年までフランスのポー城に幽閉された。ルイ・ナポレオン政権のもとで釈放され、一時小アジアのブルサにとどまったあと、シリアのダマスクスで暮らした。一部のアルジェリア人は、アブド・アルカーディルの教えを求めて、ダマスクスへと移った。シリアに移った後、アルジェリアの「アラブ王国」化構想を抱いていたナポレオン3世に協力し、1860年にレジオン・ドヌール勲章を授けられた。1883年に死去。
アブド・アルカーディルはラクダの乳を馬に飲ませているサハラ砂漠の住民について、次の言葉を残している。
『(ラクダの乳には)スピードを与える特別な作用があるという。それがどの程度かというと、きわめて信憑性の高い証言によれば、十分な期間ラクダの乳だけを飲んで過ごした男は、足がおそろしく速くなり、馬と肩を並べて競えるほどになるらしい』

## 闘争

### アルジェリア西部での蜂起
1831年5月、アルジェ東方のメゾンカレーの戦い以降その名を知られるようになった。この戦いにおいて、偵察行動中の外人部隊兵27名全員を戦死させる戦果を収めている。アルカーディルはアルジェからオランにかけて縦横無尽に行動し、その年の末ごろにはオラン近郊に侵入、フランス軍を数度にわたり打ち破りその実力は確かなものになりつつあった。1832年の秋にはシャリーフの血を引くアルカーディルは西側部族に認められ、高齢の父が辞退したこともあってアミールの地位に就く。わずか24才でのアミール就任だが、これによりアルジェリア東部のアフマド・ベイとともに反植民地闘争を指導する地位を獲得した。一方、当時のフランス外人部隊の装備編成はヨーロッパにおいての活動に向いたものであって、アルカーディルに指揮された軽快機敏なスパッヒ（北アフリカ民騎兵）に打ち負かされることしばしばであった。外人部隊司令官ストッフェル大佐は直ちに装備の更新と部隊改編に着手、1833年にはイベリア半島においてゲリラ戦を経験してきたスペイン人部隊を投入し、次第に同じゲリラ戦を行うアルカーディルの軍隊に優位に立ちつつあった。
しかし、翌1834年に東部のアフマド・ベイへの攻撃を重視するためにフランスの政治方針が変わると、一転してアルカーディルの懐柔に向かった。またアルカーディルもオラン攻略を兵力不足により断念して以来、立て直しのための時間を必要とし、デミッシェル将軍との間に一時的な和平が成立する。その条約の内容はフランスの主権が承認されるものの、アルカーディルを地方長官（ベグ）に任命し、火薬、武器、硫黄を購入する権利とアルズー港の商業利用を認めるというアルカーディルの要求が大幅に受け入れられたものであった。これによりマスカラの族長に認められて西部アルジェリアの全部族の指揮権を得たアルカーディルは、武器弾薬を独自に生産する計画を立てる。直ちにヨーロッパ人技術者が招かれ、本格的な武器製造を始めた。またこの状態を放置しているフランスを弱気になっている証拠と考え、1835年にはアルジェリア全土からフランス勢力を一掃すべく8,000の騎兵と4,000の近代的な歩兵をもって蜂起し、ラ・マクラ峡谷でフランス軍を攻撃して死傷者500名の損害を与えた。しかしフランスもまたこの条約を一時的なものと考えており、増援部隊を派遣するとともに総督を好戦的なクローゼル将軍に替え、アルカーディルの本拠地マスカラへの攻撃を開始させた。たちまち周辺の部族とともにマスカラは制圧されたが、その軍事行動はむしろ諸部族の強い反発と抵抗を招いた。これにより、フランス植民地軍の情勢は1836年のゲリラに対するアルランジュ将軍の大敗、1837年の1,000名の死者をもたらした東部におけるコンスタンティーヌへの遠征失敗によって急速に悪化した。

### 追放から降伏まで
1837年、フランスは再び東部への遠征を行うためにアルカーディルの勢力圏である西部との和平が必要となり、ビュジョー将軍を交渉の使者としてアルカーディルへの元へ派遣する。フランスはアルカーディルと和平を成立させるために1834年の条約よりもさらにアルカーディルへ譲歩し、加えて3000丁の銃火器や火薬の提供と、アルジェリア西部におけるアルカーディルの主権を認めた（タフネ条約）。だがこのタフネ条約は履行されず、またアルカーディルも軍を立て直す時間として活用しただけだった。1838年、アルカーディルは軍隊の再建に取り掛かり、5,000の歩兵と1,000の騎兵、更に外人部隊から脱走したハンガリー人を指揮官とし、同じく脱走兵を中核とする150名の砲兵隊が組織された。各地でフランス軍を翻弄したが、ビュジョー将軍がアルジェリア総督に就任するとフランス軍は大幅に増強され、1840年の時点で6万を動員した。この大兵力にアルカーディルは圧倒されたが、なおもビュジョーの軍は1844年には9万、1847年には10万7000を数えるまでになり、戦力差は拡大した。
その徹底した攻勢によってアルカーディルはアルジェリア南部の高原地域に追い込まれ、遂に1842年モロッコに駆逐された。しかし彼はあきらめず、翌1843年に戻り11月にはいくつかの部族を集め蜂起したが、またもや敗北した。モロッコに逃れた彼は、反仏的な現地のスルタンを利用し、軍隊の再建に着手し、続く3年間は手薄なフランス軍陳地を散発的に襲撃し、脅威を与え続けつつ力を蓄えていった。1847年12月、モロッコとの国境地帯にて外人部隊第1連隊と交戦、アルカーディルの軍隊は壊滅的な損害を受けた。長年の闘争につかれていた彼に、追い討ちをかける様に各部族の離反が続出。モロッコにて再起を図ろうとするも、現地ムーア人同士の内紛が致命的なものとなり、彼は降伏を決意した。一族郎党を長年の宿敵の外人部隊に虐殺されることを恐れた彼は、アルジェリア南部辺境地帯からサハラ砂漠に入り、そこに駐屯するフランス正規軍に投降し、16年に渡る闘争に幕を閉じた。
当初、外人部隊は彼を憎悪の対象とみていたが、飽くなきその闘争心からやがて敬意と畏怖を持たれるようになっていた 。またジハードを宣言し、不屈の闘争を続けながらもアルカーディル本人には狂信者的な傾向はなく、闘争の対象はあくまでもアルジェリア侵略に対してであった。同時代のヨーロッパ側の複数に及ぶ文献には、捕虜に対して「寛大な心配り、優しい同情("The generous concern, the tender sympathy" )」を示し、それぞれの信仰に敬意を持つよう注意していた記述が存在する。

## 降伏後

### 虜囚

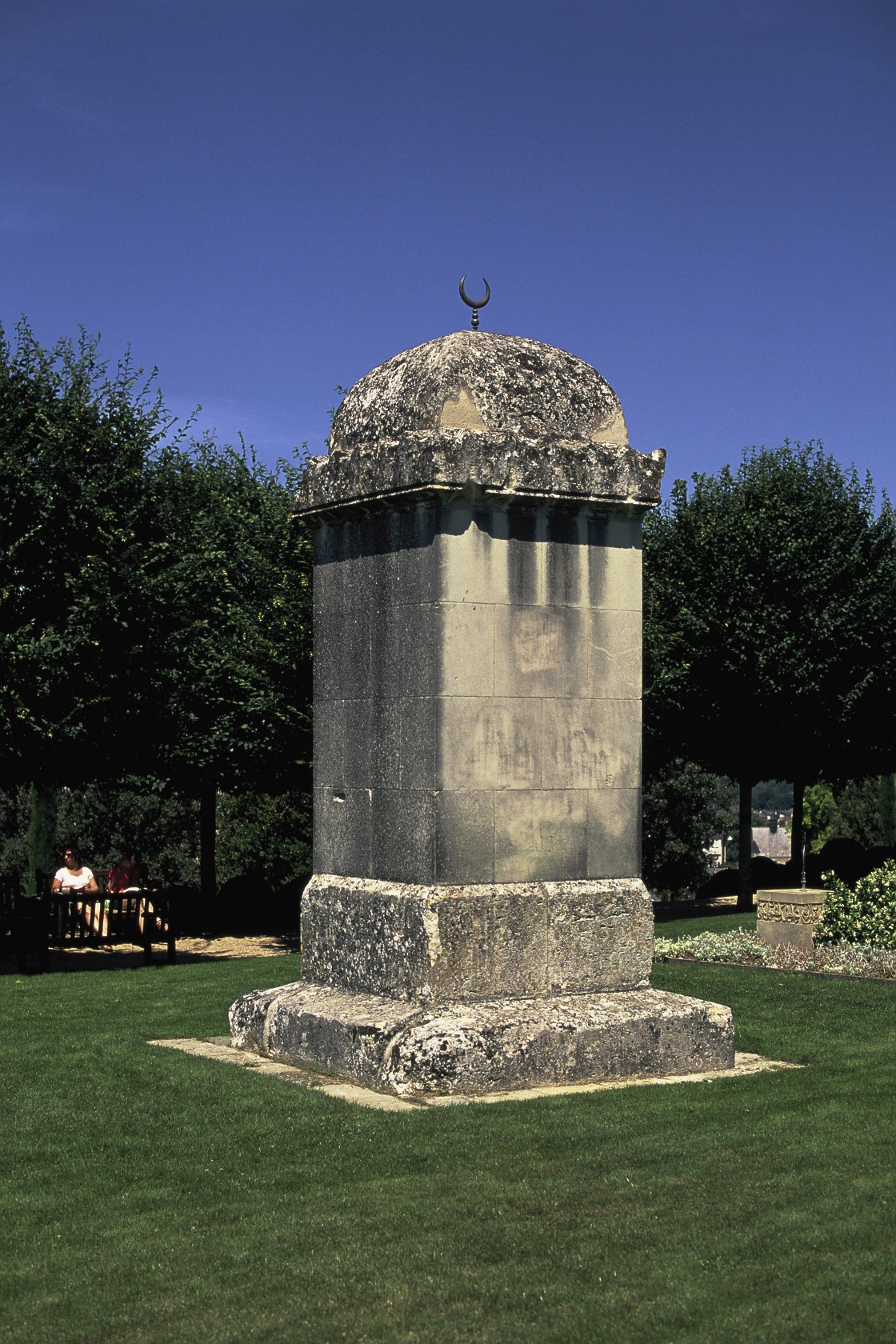
アンボワーズの墓(幽閉中に亡くなった多くの支持者と、アルカーディルの妻、兄弟、二人の子供が眠る)

降伏当時(1847年)のアルジェリア総督は7月王政で即位したルイ＝フィリップ1世の子であるオマール公アンリ・ドルレアンであり、アンリ・ドルレアンはアルカーディルらを捕虜としないことを約束した。しかし1848年に二月革命によってフランス第二共和政が成立するとアンリ・ドルレアンは父のルイ＝フィリップ1世とともにイギリスに亡命し、後継の共和政権は約束を反故にしてアルカーディルを捕虜とした。最初はアルカーディルとその家族及び25名の支持者をフランスのトゥーロンの砦に移し、次にポー城へ収監し、そして1848年11月からはアンボワーズ城に幽閉した。以降、5年に渡ってアルカーディルは獄中で過ごしたが、幽閉生活と強い湿気などの慣れない気候のために妻と兄弟、そして二人の子供と多数の支持者を病で失った。名声に対するこのアルカーディルの扱いに対し、国内外から度々釈放を求める声があがった。新聞王にして政治家のエミール・デ・ジラルダン、小説家にして政治家のヴィクトル・ユーゴー、後の首相エミール・オリヴィエら著名人に加え、イギリスからは5代ロンドンデリー侯ジョージ・ヴェーン＝テンペストを通じてルイ・ナポレオン大統領（後の皇帝ナポレオン3世）に釈放の要望が伝えられていた。またルイ・ナポレオンも個人的にアンボワーズでアルカーディルと面談しており、アルジェリア政策を融和方針に転換した場合にアルカーディルを活用する構想を築きつつあった。

### 釈放
1852年、ルイ・ナポレオンのクーデターが成功した。以降、大統領に絶大な権力が集中し、皇帝即位後はナポレオン3世として数々の政策を実行する。この一環である「アラブ王国」構想の実現のため、10月16日にナポレオン3世はアルカーディルを釈放した。ナポレオン3世は後にフランス植民地帝国を推進してイギリスに次ぐ植民地を築き上げるが、一方でアルジェリアに対しては収奪するばかりの統治が反乱を招き、軍事費の増大と植民の失敗を招いていることを理解していた。そのためにアラブ人たちに諸権利（地方議会設立、イスラム法廷復活、イスラム法高等評議会の設置、県議会への被選挙権、申請によるフランス市民権付与）を認め、「知的で誇り高く、好戦的な農耕民」であるアラブ人をフランスの同胞として近代化に導く方針を示していた。ナポレオン3世のアルジェリア政策のブレインはギニア出身でマルセイユで教育を受けたイスラム教徒イスマイル・ウルバンであり、融和政策はサン＝シモン社会主義と、長期にわたるアルジェリア視察によって導き出された現実的な結論だった。アルカーディルは対談の後、ナポレオン3世への協力を了解する。アルカーディルは「アルジェリアを混乱させない」との誓約をする代わりに年間10万フランの年金を与えられ、誓約について生涯守り通した。釈放後、アルカーディルはまずトルコのブルサに渡り、1855年にシリアのダマスカスアマラ地区に移り住む。この地でアルカーディルは神学と哲学に専念し、スーフィズムやアラビアの馬に関する論文などを多言語で執筆し、出版した。また大英帝国を代表する冒険家リチャード・フランシス・バートンと妻のイザベル・バートン、ジェーン・ディグビーら著名人と交友関係があり、特にバートン夫妻はその伝記の中においてアルカーディルの神学の知識と語学力を讃えている。

### 1860年のシリア暴動

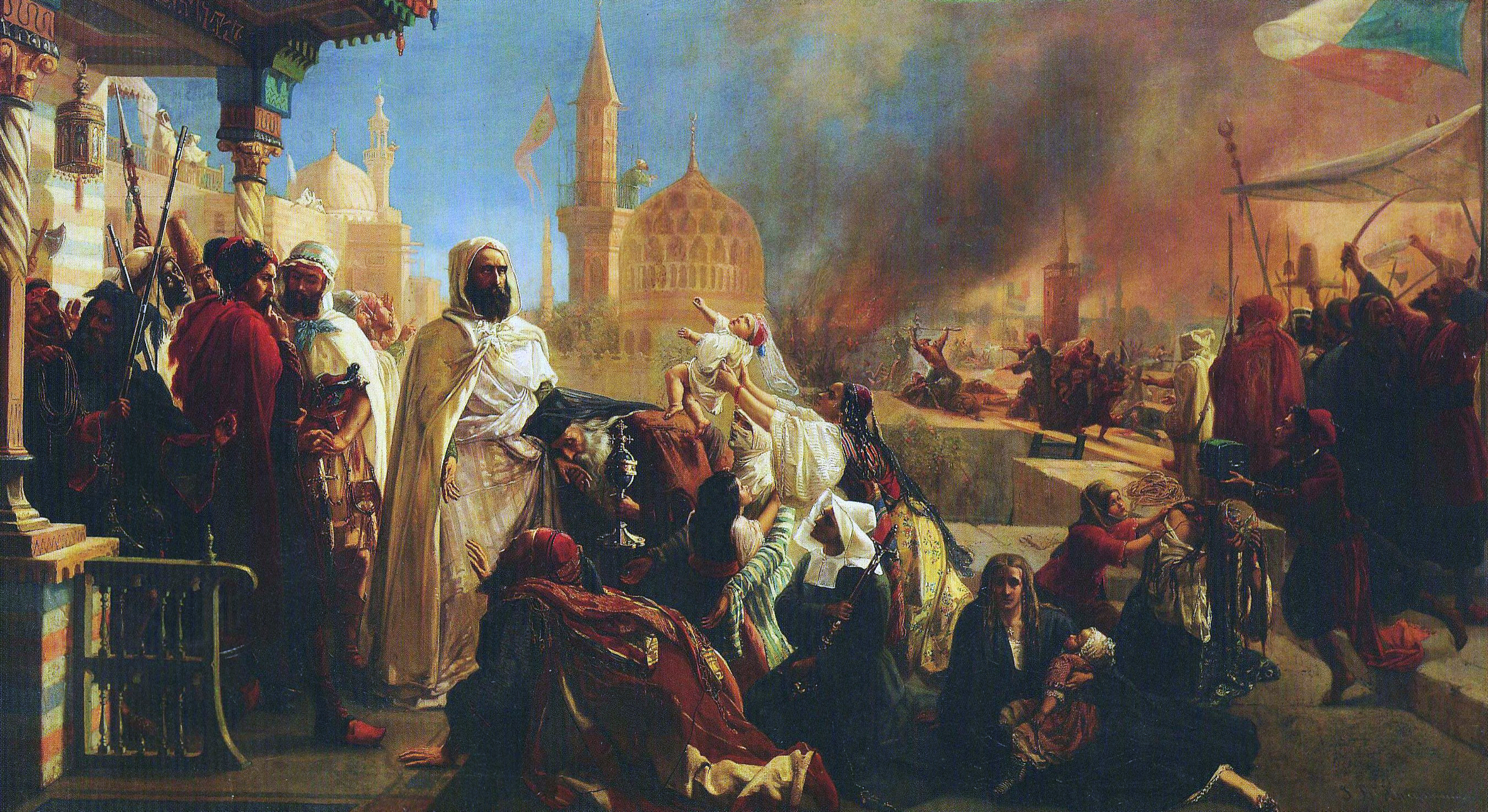
1860年のレバノン紛争で、逃れてきたキリスト教徒を保護するアルカーディルを描いた絵

1860年、レバノンでイスラム系のドゥルーズ派とキリスト教カトリック系のマロン派の内戦が発生する。両派は共にレバノンの山岳地帯を根拠地としており、19世紀前半から顕著に対立していたが、イギリスがドゥルーズ派に、フランスがマロン派に肩入れを行う形で介入し、度々武力衝突が発生した。中でも1860年に発生した紛争は特に激烈であり、アルカーディルの住むシリアのダマスカスにも暴動として内戦が波及する。当時、ダマスカス市内は完全にドゥルーズ派が優勢であり、また住民もドゥルーズ派ではないがイスラム教徒が大半であったことから、ドゥルーズ派によってキリスト教徒約3,000人が虐殺された。この惨劇が起こる以前、アルカーディルはドゥルーズ派の動きからフランス領事とダマスカス評議会に警告を発していたが、暴動が発生すると自らキリスト教徒の保護に乗り出した。邸宅をキリスト教徒を匿うために開放し、息子やアルカーディルを慕ってダマスカスに来たアルジェリア人らと市街地のキリスト教徒を保護して回った。
暴動の沈静化後にシリアでのアルカーディルの行動が伝えられると、「フランスの敵」から「フランスの友」に転換した最良の実例としてフランスが強く宣伝した意図もあり、世界各国に報道されて激しい反響を巻き起こした。フランスは年金を15万フランに増額するとともにフランスの最高勲章レジオンドヌール勲章を与え、ギリシャからは救世主勲章、トルコからはメディジディー勲章、バチカンからはピウス9世勲章を、エイブラハム・リンカーンからは象牙細工のピストルを、そして暴動を教唆したイギリスからは沈金彫で彩られたショットガンが贈られた。以降、アルカーディルは1864年にフリーメイソンへの招待を受け、1865年にナポレオン3世からの歓待を受けるものの、それ以外はダマスカス移住当初と同じく執筆活動に専念した。

### 晩年
1870年、ナポレオン3世は普仏戦争の敗戦により廃位され、イギリスに亡命した後に死去する。同時にナポレオン3世が続けていたアルジェリア政策は、彼自身がアルジェリアへ追放した反対者によって覆され、以前の徹底的搾取が再開された。しかし老年期を迎えていたアルカーディルには祖国を救いようもなく、「Rappelàl′intelligent、avisàl′indifférent（知的への呼びかけ、無関心への警告）」を出版することしかできなかった。1883年5月26日、アルカーディルはダマスカスで死を迎える。死後、アルカーディルは生前の希望により、スーフィズムの確立に寄与したダマスカスのイブン・アラビーの墓所近くに埋葬された。しかしアルジェリア独立後の1965年、アルカーディルの遺体はアルジェリアの著名人が多く埋葬されるエル・アリア墓地に移された。この移転に関してはアルカーディルの最後の意向を無視するものであり、現在でも議論の余地がある。

## 評価と影響
アルジェリア内では、フランスの侵略者に対して不屈の抵抗を続けたアルカーディルの努力は「現代のユグルタ」と称され、アルジェリア民族運動の父と評価されている。また捕虜や他の宗教への寛容さも讃えられ、特にキリスト教徒を多数救った1860年の事件では世界的に称揚された。
ナポレオン時代の軍人、スールト元帥は「現在の3人の偉大な男性」の一人としてアルカーディルを上げている。
パリにある廃兵院にはアルカーディルの肖像絵が飾られ、歴代フランス陸軍将軍と同列に扱われている。

## 画像

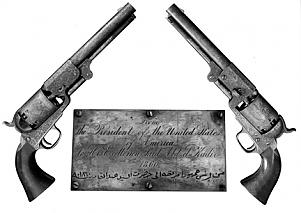
エイブラハム・リンカーンより贈られたとされる拳銃
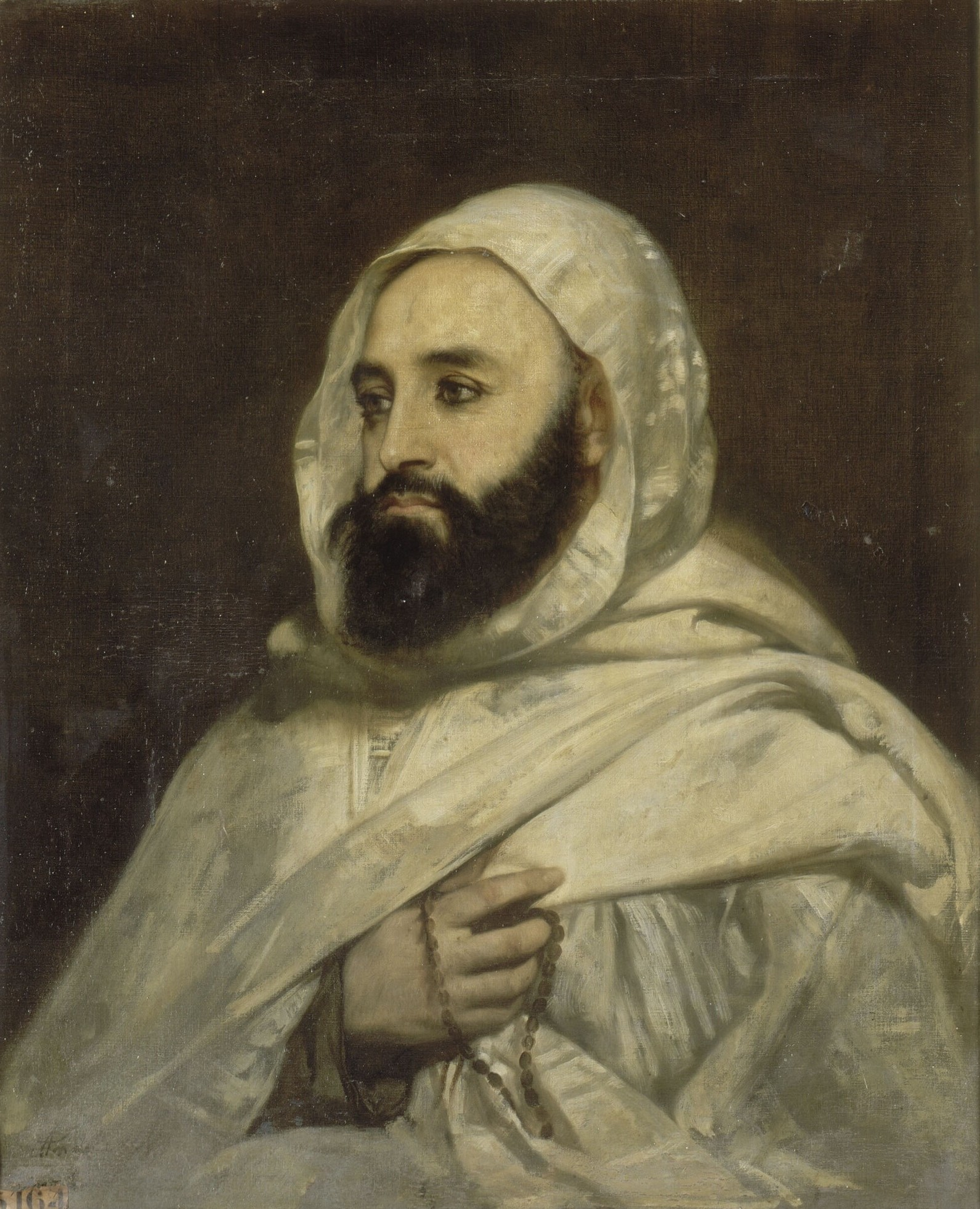
アブド・アルカーディル（肖像画）